# Русін Сергій Олександрович
Сергій Олександрович Русін  (рос. Сергей Александрович Русин, 31 жовтня 1959) — радянський плавець, олімпійський чемпіон.

## Виступи на Олімпіадах
| Олімпіада   | Дисципліна                      | Місце |
| ----------- | ------------------------------- | ----- |
| Москва 1980 | естафета 4 × 200 вільним стилем | 1     |